# Басань
Баса́нь (укр. Басань) — село,
Басанский сельский совет, Пологовский район, Запорожская область, Украина.
Код КОАТУУ — 2324280501. Население по переписи 2001 года составляло 1422 человека.
Является административным центром Басанского сельского совета, в который, кроме того, входит село
Ожерельное.

## Географическое положение
Село Басань находится на берегу реки Малая Токмачка,
выше по течению примыкает село Семёновка,
ниже по течению примыкает село Тарасовка.
Примыкает к селу Шевченково.
Река в этом месте пересыхает, на ней сделано несколько запруд.
Через село проходит автомобильная дорога Т-0401.

## История
- 1790 год — дата основания переселенцами из Старой Басани Бобровицкого уезда (Черниговщина).

## Экономика
- «Югкерамика ЗСМ», ООО.
- «Аванте», ООО.
- «Родная земля», ООО.
- «Романцовы и К», ООО.

## Объекты социальной сферы
- Школа.
- Детский сад.
- Клуб.
- Дом культуры.

## Достопримечательности
- Братская могила 7 советских воинов.
- В честь погибших 321 воина-односельчанина установлен памятник.